# 卓越獎章
卓越獎章（英語：Distinguished Service Medals，縮寫DSM）是香港授勳及嘉獎制度的其中一種勳章。自1998年起開始頒授。頒授予警務處、消防處、入境事務處、海關、懲教署和政府飛行服務隊六個主要紀律部隊和廉政公署的首長級紀律部隊人員，表揚他們致力服務社會、表現卓越。獎章類別分別為：
| 中文名稱               | 英文名稱                                                        | 縮寫  | 綬帶 |
| ---------------------- | --------------------------------------------------------------- | ----- | ---- |
| 香港警察卓越獎章       | Hong Kong Police Medal for Distinguished Service                | PDSM  |      |
| 香港消防事務卓越獎章   | Hong Kong Fire Services Medal for Distinguished Service         | FSDSM |      |
| 香港入境事務卓越獎章   | Hong Kong Immigration Service Medal for Distinguished Service   | IDSM  |      |
| 香港海關卓越獎章       | Hong Kong Customs and Excise Medal for Distinguished Service    | CDSM  |      |
| 香港懲教事務卓越獎章   | Hong Kong Correctional Services Medal for Distinguished Service | CSDSM |      |
| 政府飛行服務隊卓越獎章 | Government Flying Service Medal for Distinguished Service       | GDSM  |      |
| 香港廉政公署卓越獎章   | Hong Kong ICAC Medal for Distinguished Service                  | IDS   |      |

## 授勳名單

### 1998年
香港警察卓越獎章
- 周富祥先生，PDSM

香港入境事務卓越獎章
- 李少光先生，IDSM，JP
- 卓觀暫先生，IDSM，JP

香港海關卓越獎章
- 湯顯揚先生，CDSM

香港懲教事務卓越獎章
- 黃玉雯女士，CSDSM
- 彭詢元先生，CSDSM，JP
- 鄭志良先生，CSDSM，JP

香港廉政公署卓越獎章
- 李銘澤先生，IDS
- 郭文緯先生，IDS

### 1999年
香港警察卓越獎章
- 林堅先生，PDSM

香港入境事務卓越獎章
- 蔡炳泰先生，IDSM

香港海關卓越獎章
- 潘揚光先生，CDSM

香港廉政公署卓越獎章
- 李俊生先生，IDS

### 2000年
香港警察卓越獎章
- 范能思先生，PDSM（Mr. Michael Harold FRANCIS, P.D.S.M.）
- 陳鐵堅先生，PDSM
- 黎伯熙先生，PDSM

香港消防事務卓越獎章
- 郭晶強先生，FSDSM，JP
- 麥桂培先生，FSDSM，JP

香港入境事務卓越獎章
- 麥桂炘先生，IDSM，JP
- 黃達甫先生，IDSM，JP

香港海關卓越獎章
- 李偉民先生，CDSM，JP

香港廉政公署卓越獎章
- 陳志新先生，IDS
- 黃世照先生，IDS

### 2001年
香港警察卓越獎章
- 張之琛先生，PDSM
- 鮑博思先生，PDSM（Mr. Christopher David PROWSE, P.D.S.M.）

香港消防事務卓越獎章
- 劉樹林先生，FSDSM，JP
- 劉貴山先生，FSDSM

香港入境事務卓越獎章
- 黎棟國先生，IDSM
- 蕭松傑先生，IDSM

香港懲教事務卓越獎章
- 郭亮明先生，CSDSM
- 陳俊仁先生，CSDSM

香港廉政公署卓越獎章
- 陳德成先生，IDS

### 2002年
香港警察卓越獎章
- 貝彬先生，PDSM（Mr. Harold Murdoch BLUD, P.D.S.M.）
- 袁應林先生，PDSM
- 戴誠先生，PDSM（Mr. Richard Ian TYZZER, P.D.S.M.）

香港消防事務卓越獎章
- 畢迎強先生，FSDSM，JP
- 曾廣貴先生，FSDSM

香港入境事務卓越獎章
- 周國泉先生，IDSM
- 蔡炳麟先生，IDSM

香港懲教事務卓越獎章
- 梁錦有先生，CSDSM
- 陳港生先生，CSDSM

政府飛行服務隊卓越獎章
- 麥敬道先生，GDSM（Mr. Graeme Macgregor McINTOSH, G.D.S.M.）

香港廉政公署卓越獎章
- 貝守樸先生，IDS（Mr. Michael John BISHOP, I.D.S.）

### 2003年
香港警察卓越獎章
- 李紹權先生，PDSM
- 沈信先生，PDSM（Mr. Martin SAMSON, P.D.S.M.）

香港消防事務卓越獎章
- 李志翀先生，FSDSM，JP

香港入境事務卓越獎章
- 蔡特普先生，IDSM

香港海關卓越獎章
- 郭楊美琪女士，CDSM

香港廉政公署卓越獎章
- 葛輝先生，IDS（Mr. Anthony Alan GODFREY, I.D.S.）

### 2004年
香港警察卓越獎章
- 陳偉基先生，PDSM
- 鄧竟成先生，PDSM
- 白必敬先生，PDSM（Mr. Peter Charles BURBIDGE-KING, P.D.S.M.）
- 麥文本先生，PDSM
- 湯明善先生，PDSM（Mr. David Graham THOMAS, P.D.S.M.）
- 鍾曉鵬先生，PDSM

香港消防事務卓越獎章
- 朱文駿先生，FSDSM

香港入境事務卓越獎章
- 蔡漢權先生，IDSM

香港海關卓越獎章
- 周廣先生，CDSM
- 周藹桐先生，CDSM
- 黃秀培先生，CDSM

### 2005年
香港警察卓越獎章
- 梁流安先生，PDSM
- 黃栢年先生，PDSM
- 榮麗珊女士，PDSM（Ms. Barbara Rose WILLISON, P.D.S.M.）
- 霍萬軍先生，PDSM
- 任達榮先生，PDSM
- 紀非凡先生，PDSM（Mr. Barry Christopher GRIFFIN, P.D.S.M.）
- 郭志舜先生，PDSM

香港消防事務卓越獎章
- 譚志松先生，FSDSM
- 盧振雄先生，FSDSM

香港懲教事務卓越獎章
- 許德福先生，CSDSM

政府飛行服務隊卓越獎章
- 李鈎濟機長，GDSM

香港廉政公署卓越獎章
- 陳礎強先生，IDS

### 2006年
香港警察卓越獎章
- 古樸先生，PDSM（Mr. Kevan COOPER, P.D.S.M.）
- 江承信先生，PDSM
- 歐學林先生，PDSM
- 關綺蘿女士，PDSM
- 黃敦義先生，PDSM
- 麥健莊先生，PDSM（Mr. David MADOC-JONES, P.D.S.M.）

香港消防事務卓越獎章
- 張賢椒先生，FSDSM
- 陳楚鑫先生，FSDSM

香港入境事務卓越獎章
- 白韞六先生，IDSM

香港懲教事務卓越獎章
- 陳碩聖先生，CSDSM

香港廉政公署卓越獎章
- 岳士彬先生，IDS（Mr. Gerald Roger OSBORN, I.D.S.）

### 2007年
香港警察卓越獎章
- 古樹鴻先生，PDSM
- 曾偉雄先生，PDSM
- 鄧厚昇先生，PDSM
- 盧奕基先生，PDSM

香港消防事務卓越獎章
- 周榮德先生，FSDSM

香港入境事務卓越獎章
- 趙偉佳先生，IDSM

香港懲教事務卓越獎章
- 單日堅先生，CSDSM

香港廉政公署卓越獎章
- 李寶蘭女士，IDS

### 2008年
香港警察卓越獎章
- 李家超先生，PDSM
- 葉流全先生，PDSM

香港消防事務卓越獎章
- 馮錦華先生，FSDSM

香港入境事務卓越獎章
- 陳詠梅博士，IDSM

香港海關卓越獎章
- 高智樂先生，CDSM
- 梁觀華先生，CDSM

香港懲教事務卓越獎章
- 容國樑先生，CSDSM
- 楊觀華先生，CSDSM

政府飛行服務隊卓越獎章
- 丘國基先生，GDSM

### 2009年
香港警察卓越獎章
- 張肇華先生，PDSM
- 劉志強先生，PDSM
- 鄧甘滿先生，PDSM
- 何國佳先生，PDSM（Mr. Blaine Stewart HOGGARD, P.D.S.M.）

香港消防事務卓越獎章
- 吳邦來先生，FSDSM
- 黎文軒先生，FSDSM

香港入境事務卓越獎章
- 陳國基先生，IDSM

香港海關卓越獎章
- 歐陽可樂先生，CDSM
- 譚耀強先生，CDSM

香港懲教事務卓越獎章
- 應國正先生，CSDSM

### 2010年
香港警察卓越獎章
- 洪克偉先生，PDSM
- 鄧厚江先生，PDSM
- 孫貴良先生，PDSM

香港消防事務卓越獎章
- 陳楚成先生，FSDSM
- 黃世銓先生，FSDSM
- 羅雄先生，FSDSM

香港海關卓越獎章
- 譚偉綸先生，CDSM

香港懲教事務卓越獎章
- 邱子昭先生，CSDSM

政府飛行服務隊卓越獎章
- 馬信康機長，GDSM，MBB（Captain Trevor Keith MARSHALL, G.D.S.M., M.B.B.）
- 柯俊柏醫生，GDSM（Dr. Francis Martin O'TREMBA, G.D.S.M.）

### 2011年
香港警察卓越獎章
- 孔百德先生，PDSM（Mr. Peter Geoffrey HUNT, P.D.S.M.）
- 吳家聲先生，PDSM
- 顧履勤先生，PDSM（Mr. Austin KERRIGAN, P.D.S.M.）

香港消防事務卓越獎章
- 盧樹楠先生，FSDSM

香港入境事務卓越獎章
- 周康道先生，IDSM

香港海關卓越獎章
- 俞官興先生，CDSM

香港懲教事務卓越獎章
- 林季新先生，CSDSM

香港廉政公署卓越獎章
- 蘇炳雄先生，IDS
- 歐陽呂妙群女士，IDS

### 2012年
香港警察卓越獎章
- 卓振賢博士，PDSM
- 馬維騄先生，PDSM

香港消防事務卓越獎章
- 何乃海先生，FSDSM
- 梁紹康先生，FSDSM

香港入境事務卓越獎章
- 徐德盛先生，IDSM

香港海關卓越獎章
- 梁麟祥先生，CDSM
- 廖長成先生，CDSM

香港懲教事務卓越獎章
- 李雙先生，CSDSM

### 2013年
香港警察卓越獎章
- 范錫明先生，PDSM

香港消防事務卓越獎章
- 吳建志先生，FSDSM
- 岑永昌先生，FSDSM
- 劉敏明先生，FSDSM

香港入境事務卓越獎章
- 陳孟麟先生，IDSM

政府飛行服務隊卓越獎章
- 李常福先生，GDSM

香港廉政公署卓越獎章
- 莫華海先生，IDS

### 2014年
香港警察卓越獎章
- 周國良先生，PDSM
- 梁寶德先生，PDSM
- 黃志雄先生，PDSM
- 盧偉聰先生，PDSM

香港消防事務卓越獎章
- 吳偉強先生，FSDSM
- 梁志雄先生，FSDSM
- 謝炳豪先生，FSDSM

香港入境事務卓越獎章
- 梁偉光先生，IDSM

香港懲教事務卓越獎章
- 林國良先生，CSDSM
- 簡志強先生，CSDSM

### 2015年
香港警察卓越獎章
- 吳徐鳳英女士，PDSM
- 李伯樂先生，PDSM（Mr. John Paul RIBEIRO）
- 孟義勤先生，PDSM（Mr. Peter Roderick MORGAN）
- 羅夢熊先生，PDSM

香港消防事務卓越獎章
- 李建日先生，FSDSM
- 楊世謙先生，FSDSM
- 楊鍾孝先生，FSDSM

香港入境事務卓越獎章
- 曾國衞先生，IDSM

香港海關卓越獎章
- 方大維先生，CDSM

香港懲教事務卓越獎章
- 鄧秉明先生，CSDSM

政府飛行服務隊卓越獎章
- 胡偉雄機長，MBS，GDSM

### 2016年
香港警察卓越獎章
- 姚仰龍先生，PDSM，PMSM
- 劉業成先生，PDSM，PMSM
- 蔡偉思先生，PDSM，PMSM
- 林文榮先生，PDSM

香港消防事務卓越獎章
- 劉克能先生，FSDSM，FSMSM
- 李亮明先生，FSDSM
- 譚龍章先生，FSDSM

香港入境事務卓越獎章
- 黃然生先生，IDSM

香港懲教事務卓越獎章
- 何龍光先生，CSDSM

香港廉政公署卓越獎章
- 吳鴻章先生，IDS
- 楊恩德先生，IDS

### 2017年
香港警察卓越獎章
- 區志光先生，PDSM
- 趙慧賢女士，PDSM
- 麥國兆先生，PDSM（Mr. Duncan Stuart McCOSH, P.D.S.M.）
- 郭浩輝先生，PDSM
- 楊祖賜先生，PDSM

香港消防事務卓越獎章
- 羅紹衡博士，FSDSM
- 梁偉雄先生，FSDSM
- 羅鎮文先生，FSDSM

香港入境事務卓越獎章
- 羅振南先生，IDSM

香港懲教事務卓越獎章
- 羅益民先生，CSDSM

政府飛行服務隊卓越獎章
- 余力臻工程師，GDSM

### 2018年
香港警察卓越獎章
- 呂漢國先生，PDSM
- 許鎮德先生，PDSM
- 郭蔭庶先生，PDSM
- 鄧炳強先生，PDSM
- 鍾兆揚先生，PDSM

香港消防事務卓越獎章
- 江炳林先生，FSDSM
- 魏德勇先生，FSDSM

香港入境事務卓越獎章
- 駱偉民先生，IDSM

香港懲教事務卓越獎章
- 胡英明先生，CSDSM
- 梁仲池先生，CSDSM

香港廉政公署卓越獎章
- 余振昌先生，IDS
- 伍國明先生，IDS

### 2019年
香港警察卓越獎章
- 李建輝先生，PDSM，PMSM
- 余達松先生，PDSM
- 何德承先生，PDSM（Mr. Patrick Douglas Gerard HODSON, P.D.S.M.）
- 李志恒先生，PDSM
- 卓孝業先生，PDSM

香港消防事務卓越獎章
- 陳兆君先生，FSDSM
- 丘志安先生，FSDSM
- 梁冠康工程師，FSDSM

香港入境事務卓越獎章
- 馮毅華先生，IDSM

香港海關卓越獎章
- 鄧以海先生，CDSM，CMSM
- 連順賢先生，CDSM，CMSM

香港懲教事務卓越獎章
- 伍秀慧女士，CSDSM
- 楊俊偉先生，CSDSM

政府飛行服務隊卓越獎章
- 康貫中先生，GDSM

香港廉政公署卓越獎章
- 朱敏健先生，IDS
- 廖莉莉女士，IDS

### 2020年
香港警察卓越獎章
- 袁旭健先生，PDSM
- 張靜女士，PDSM
- 蔡展鵬先生，PDSM
- 黎德禮先生，PDSM

香港消防事務卓越獎章
- 徐文良先生，FSDSM
- 廖泰堯先生，FSDSM

香港入境事務卓越獎章
- 區嘉宏先生，IDSM
- 馮伯豪先生，IDSM

香港海關卓越獎章
- 李漢文先生，CDSM

香港懲教事務卓越獎章
- 李兆佳先生，CSDSM

政府飛行服務隊卓越獎章
- 陳偉強工程師，GDSM

香港廉政公署卓越獎章
- 徐文慧女士，IDS
- 陳潔雲女士，IDS
- 關儀蘭女士，IDS

### 2021年
香港警察卓越獎章
- 蕭澤頤先生，PDSM，PMSM
- 劉賜蕙女士，PDSM，PMSM
- 郭蔭庸先生，PDSM
- 郭柏聰先生，PDSM
- 關翠貞女士，PDSM

香港消防事務卓越獎章
- 曾永鴻先生，FSDSM
- 曾敏霞女士，FSDSM
- 楊恩健工程師，FSDSM

香港入境事務卓越獎章
- 何家榮先生，IDSM
- 陳天賜先生，IDSM

香港海關卓越獎章
- 譚溢強先生，CDSM，CMSM
- 譚素瑩女士，CDSM

香港懲教事務卓越獎章
- 林惠安先生，CSDSM
- 黃國興先生，CSDSM
- 溫明淇先生，CSDSM

政府飛行服務隊卓越獎章
- 陳家陶機長，GDSM，MBB

香港廉政公署卓越獎章
- 唐永德先生，IDS
- 霍廣文先生，IDS

### 2022年
香港警察卓越獎章
- 林曉彤女士，PDSM
- 莊定賢先生，PDSM
- 陶輝先生，PDSM
- 曾正科先生，PDSM

香港消防事務卓越獎章
- 吳孝銘先生，FSDSM
- 陳錦輝先生，FSDSM
- 樂健壯先生，FSDSM

香港入境事務卓越獎章
- 張秀賢女士，IDSM
- 戴志源先生，IDSM

香港海關卓越獎章
- 何珮珊女士，CDSM，CMSM
- 黎流栢先生，CDSM，CMSM

香港懲教事務卓越獎章
- 梁贊明先生，CSDSM

香港廉政公署卓越獎章
- 林健明先生，IDS

### 2023年
香港警察卓越獎章
- 呂錦豪先生，PDSM
- 麥展豪先生，PDSM，PMSM
- 曾艷霜女士，PDSM
- 葉雲龍先生，PDSM
- 簡啟恩先生，PDSM，PMSM

香港消防事務卓越獎章
- 李冠友先生，FSDSM
- 黃鎮業先生，FSDSM
- 鄭瑞安先生，FSDSM

香港入境事務卓越獎章
- 郭俊峯先生，IDSM
- 陳偉烈先生，IDSM

香港海關卓越獎章
- 陳子達先生，CDSM
- 黎秀英女士，CDSM

香港懲教事務卓越獎章
- 吳超覺先生，CSDSM
- 梁建業博士，CSDSM

香港廉政公署卓越獎章
- 丘樹春先生，IDS

### 2024年
香港警察卓越獎章
- 陳俊燊先生，PDSM，PMSM
- 陳綺麗女士，PDSM，PMSM
- 陳民德先生，PDSM

香港消防事務卓越獎章
- 梁韋洛先生，FSDSM
- 許偉明先生，FSDSM
- 陳慶勇先生，FSDSM
- 劉國富先生，FSDSM

香港入境事務卓越獎章
- 程和木先生，IDSM
- 樊曉聲先生，IDSM

香港海關卓越獎章
- 胡偉軍先生，CDSM
- 吳潔貞女士，CDSM

香港懲教事務卓越獎章
- 梁志偉先生，CSDSM

政府飛行服務隊卓越獎章
- 孫志華先生，GDSM

香港廉政公署卓越獎章
- 麥偉強先生，IDS

### 2025年
香港警察卓越獎章
- 李雅麗女士，PDSM
- 陳東先生，PDSM

香港消防事務卓越獎章
- 陳偉然先生，FSDSM
- 黃嘉榮先生，FSDSM

香港入境事務卓越獎章
- 徐定一先生，IDSM
- 蔡志遠先生，IDSM

香港海關卓越獎章
- 許劍先生，CDSM
- 賴子榮先生，CDSM

香港懲教事務卓越獎章
- 沈偉斌先生，CSDSM

政府飛行服務隊卓越獎章
- 廖嘉俊先生，GDSM

香港廉政公署卓越獎章
- 莊家樂先生，IDS
- 蔡樹強先生，IDS